# Gelegenheidsformatie
Een gelegenheidsformatie is een muziekgezelschap bestaande uit musici die normaliter niet met elkaar optreden of studio-opnamen maken, maar voor een speciale gelegenheid bij elkaar komen. Gelegenheidsformaties komen bijeen voor bijvoorbeeld benefiet-platen, bijzondere concerten en herdenkingen. Soms ontstaat uit een gelegenheidsformatie een nieuw muziekgezelschap, een supergroep, indien de samenwerking tot een muzikale kruisbestuiving leidt. De opnamen van de jamsessies van deze gezelschappen zijn meestal verzamelobjecten.

## Opgericht voor een benefiet of andere speciale gebeurtenis

### Internationale gelegenheidsformaties
| Jaar | Naam formatie                                     | Leden | Opgenomen nummer(s)                      | Aanleiding |
| ---- | ------------------------------------------------- | --- | ---------------------------------------- | --- |
| 1972 | (geen)                                            | Sandra en Andres, Demis Roussos, Vicky Leandros, Enrico Macias, Hildegard Knef & Alice Babs | "Auntie"                                 | 50e verjaardag BBC |
| 1977 | Philadelphia All Stars                            | Lou Rawls, Billy Paul, Teddy Pendergrass, The O'Jays, Archie Bell & Dee Dee Sharp | "Let's clean up the ghetto"              | Opruimactie in de Amerikaanse getto's |
| 1984 | Band Aid                                          | Zie Band Aid | "Do They Know It's Christmas             | Hongersnood in Ethiopië |
| 1985 | USA for Africa                                    | Zie USA for Africa | "We Are The World"                       | Hongersnood in Ethiopië |
| 1985 | Hear 'n Aid                                       | Blue Öyster Cult, Dio, Dokken, Quiet Riot, Rough Cutt, Queensrÿche, Night Ranger, Giuffria, W.A.S.P., Mötley Crüe, Iron Maiden, Twisted Sister, Spinal Tap, Journey, Rob Halford, Dave Meniketti, Yngwie Malmsteen en Ted Nugent (Initiatief van Ronnie James Dio) | "Stars"                                  | Hongersnood in Afrika |
| 1985 | The Crowd                                         | Tony Christie, Rick Wakeman, John Conteh, The Barron Knights, Jess Conrad, Kiki Dee, Bruce Forsyth, The Foxes, Rolf Harris, Graham Gouldman, Kenny Lynch, Keith Chegwin, Tony Hicks, Colin Blunstone, Tim Hinckley, Johnny Logan, Zak Starkey, Girlschool, Black Lace, John Otway, Gary Holton, Peter Cook, The Nolans, John Entwistle, Motörhead, Karen Clark, Dave Lee Travis, Graham Dene, Ed Stewart, Phil Lynott, Smokie, Joe Fagin, Eddie Harding, Gerard Kenny, Chris Robinson, Tim Healy, Kin Kelly, John Verity, Rose Marie, David Shilling, Chris Norman, Pete Spencer & Bernie Winters (initiatief van Gerry Marsden en Paul McCartney) | "You'll Never Walk Alone"                | Stadionramp in Bradford |
| 1985 | Artists United Against Apartheid                  | Bruce Springsteen, Miles Davis, Bob Dylan, Herbie Hancock, Ringo Starr, Zak Starkey, Lou Reed, Run DMC, Peter Gabriel, David Ruffin, Eddie Kendricks, Darlene Love, Bobby Womack, Afrika Bambaataa, Kurtis Blow, Jackson Browne, Darryl Hannah, Bono, George Clinton, Keith Richards, Ron Wood, Bonnie Raitt, Hall & Oates, Jimmy Cliff, Big Youth, Melle Mel, Michael Monroe, Peter Garrett, Ron Carter, Ray Barretto, Gil Scott-Heron, Nona Hendryx, Pat Benatar en Joey Ramone (een initiatief van Steven Van Zandt en Arthur Baker) | "Sun City"                               | Het apartheidsbewind in Zuid-Afrika |
| 1985 | Dionne Warwick & Friends                          | Dionne Warwick, Elton John, Stevie Wonder & Gladys Knight | "That's what friends are for"            | Aids |
| 1986 | The Voices Of America                             | Joe Cerisano e.a. | "Hands across America"                   | Armoede in de Verenigde Staten |
| 1987 | Ferry Aid                                         | The Alarm, Alvin Stardust, Andy Bell, Bananarama, Boy George, The Christians, Curiosity Killed the Cat, Cutting Crew, Drum Theatre, Edwin Starr, Gary Moore, Gloria Hunniford, Hazel O'Connor, Holly Johnson, Jaki Graham, Juliet Roberts, Kate Bush, Kim Wilde, Lizzie Tear, Mark King, Mark Knopfler, Maxi Priest, Mel & Kim, Nick Kamen, Nik Kershaw, Paul King, Paul McCartney, Pepsi DeMacque, Rick Astley, Ruby Turner, Shirlie Holliman en Taffy (Initiatief van Gerry Marsden) | Let It Be                                | Ramp met Herald of Free Enterprise |
| 1989 | (geen)                                            | Adamo, Serge Avedikian, Marcel Amont, Animo, Rosy Armen, Charles Aznavour, Katia Aznavour, Didier Barbelivien, Phil Barney, Gilbert Bécaud, Jane Birkin, Gérard Blanc, Richard Bohringer, Zani Boni, Carlos, Jean Carmet, Jean-Pierre Cassel, Alain Chamfort, Frédéric Château, Louis Chédid, Julien Clerc, Nicolle Croisille, Dallas, David & Jonathan, Michel Delpech, Sacha Distel, Dorothée, Michel Drucker, Yves Duteil, Elsa, Jean-Pierre Foucault, Roland Giraud, Richard Gotainer, Félix Gray, Serge Guirao, Johnny Hallyday, Robert Hossein, Images, Jaïro, Véronique Jannot. Patricia Kaas, Kimera, David Koven, Gilles Lacoste, Jean-Luc Lahaye, Francis Lalanne, Serge Lama, Philippe Lavil, Lio, Marie Myriam, Didier Marouani, Mireille Mathieu, Fred Mella, Macha Méryl, Eddy Mitchell, Pierre Mondy, Gilbert Montagné, Éric Moréna, Nana Mouskouri, Georges Moustaki, Thierry Mutin, Nacash, Nicoletta, Florent Pagny, Vanessa Paradis, Popeck, Jakie Quartz, Rachid, Serge Reggiani, Renaud, Line Renaud, Pierre Richard, Dick Rivers, Patrick Sabatier, Henri Salvador, Michel Sardou, Shushana, Alain Souchon, Linda de Souza, Jean-Marc Thiebault, François Valéry, Rosy Varte, Hervé Villard, Marina Vlady, Laurent Voulzy en Jacques Weber | "Pour toi, Arménie"                      | Aardbeving in Armenië |
| 1989 | Lanananeeneenoonoo                                | French and Saunders en Kathy Burke. Gelegenheidstrio dat samen met Bananarama een cover van Help! van The Beatles uitbracht voor Comic Relief. | Help!                                    | Comic Relief |
| 1989 | -                                                 | The Christians, Holly Johnson, Paul McCartney, Gerry Marsden en Stock Aitken Waterman | "Ferry 'cross the Mersey"                | De Hillsboroughramp |
| 1989 | Surinam All Stars                                 | onder andere Oscar Harris, Glenda Peters, Jetty Weels en Trafassi | "Memre den (Gedenk hen)"                 | Slachtoffers en nabestaanden van de SLM-ramp |
| 1989 | Band Aid II                                       | Bananarama, Big Fun, Bros, Cathy Dennis, D Mob, Jason Donovan, Kevin Godley, Glen Goldsmith, Rolf Harris, Kylie Minogue, The Pasadenas, Marti Pellow, Chris Rea, Cliff Richard, Jimmy Somerville, Sonia, Lisa Stansfield, Technotronic, Wet Wet Wet | "Do They Know It's Christmas"            | Honger in Ethiopië |
| 1989 | Rock Aid Armenia                                  | Deep Purple, Black Sabbath, Rush, Bon Jovi, Yes, Rainbow, Iron Maiden, Bryan Adams, Whitesnake, Roger Taylor (Queen), Brian May (Queen), e.v.a. | "Smoke on the Water"                     | Aardbeving in Leninakan in 1988. |
| 1991 | Voices That Care                                  | Ralph Tresvant, Randy Travis, Céline Dion, Peter Cetera, Bobby Brown, Brenda Russell, Warrant, Luther Vandross, Garth Brooks, Kathy Mattea, Nelson, Michael Bolton, The Pointer Sisters, Little Richard, Will Smith, Mark Knopfler, Kenny G, Warren Wiebe, Alyssa Milano, Marcus Allen, Paul Anka, Catherine Bach, Brian Bosworth, Downtown Julie Brown, Jimmy Buffett, Gary Busey, Nell Carter, David Cassidy, Peter Cetera, Chevy Chase, Candy Clark, Clarence Clemons, Kevin Costner, Cindy Crawford, Billy Crystal, Ted Danson, Rick Dees, Micky Dolenz, Clyde Drexler, Sheena Easton, Sally Field, Richard Gere, Deborah Gibson, Whoopi Goldberg, Wayne Gretzky, Harry Hamlin, Mariel Hemingway, Marilu Henner, Orel Hershiser, Al Jarreau, Magic Johnson, Tommy Lee Jones, Michael Jordan, Carol Kane, Joanna Kerns, Don King, Martin Kove, Jon Lovitz, Ali MacGraw, Melissa Manchester, Peter Max, Dudley Moore, Jeffrey Osborne, Donny Osmond, Michelle Pfeiffer, Sheryl Lee Ralph, Louie Louie, Ahmad Rashad, Helen Reddy, David Robinson, Paul Rodriguez, Kenny Rogers, Kurt Russell, Katey Sagal, Fred Savage, Jane Seymour, William Shatner, Nicollette Sheridan, Brooke Shields, Sissy Spacek, Stephen Stills, Meryl Streep, Alan Thicke, Linda Thompson, Tiffany, Michael Tucker, Mike Tyson, Blair Underwood, Jean-Claude Van Damme, Lindsay Wagner, Dominique Wilkins, Billy Dee Williams, Paul Williams, Henry Winkler, James Woods en Gary Wright | "Voices That Care"                       | De opbrengst ging naar het Rode Kruis voor haar werkzaamheden tijdens de Golfoorlog. De B-kant bevatte steunbetuigingen aan de Amerikaanse soldaten die daar meevochten. |
| 1991 | Peace Choir                                       | Amina, Adam Ant, Sebastian Bach, Bros, Felix Cavaliere, Terence Trent D'Arby, Flea, John Frusciante, Peter Gabriel, Kadeem Hardison, Ofra Haza, Joe Higgs, Bruce Hornsby, Lee Jaffe, Al Jarreau, Jazzie B, Davey Johnstone, Lenny Kravitz, Cyndi Lauper, Sean Lennon, Little Richard, LL Cool J, MC Hammer, Michael McDonald, Duff McKagan, Alannah Myles, New Voices of Freedom, Randy Newman, Yoko Ono, Tom Petty, Iggy Pop, Q-Tip, Bonnie Raitt, Run, Dave Stewart, Teena Marie, Steven Van Zandt, Don Was, Wendy & Lisa, Ahmet Zappa, Dweezil Zappa en Moon Unit Zappa | "Give Peace a Chance"                    | Protest tegen de Golfoorlog. |
| 1997 | The BRAVO Allstars                                | Touché, The Boyz, The Moffatts, Scooter, Aaron Carter, The Backstreet Boys, Mr. President, *NSYNC, Squeezer, Blümchen, R'N'G and Gil | "Let the music heal your soul"           | Gebruik van muziektherapie bij kinderen met autisme |
| 1997 | -                                                 | Lou Reed, Bono, Skye Edwards, David Bowie, Suzanne Vega, Elton John, Boyzone, Lesley Garrett, Burning Spear, Thomas Allen, Brodsky Quartet, Heather Small, Emmylou Harris, Tammy Wynette, Shane McGowan, Sheona White, Dr. John, Robert Cray, Hugh Morgan, Ian Broudie, Gabrielle, Evan Dando, Courtney Pine, BBC Symphony Orchestra, Brett Anderson, Visual Ministry Choir, Joan Armatrading, Laurie Anderson & Tom Jones | "Perfect Day"                            | Children In Need |
| 1999 | -                                                 | Keith Richards, Kid Rock, Mary J. Blige, Kelly Jones, Jon Bon Jovi, Kéllé Bryan, Jay Kay, Ozzy Osbourne. Womack & Womack, Lionel Richie, Bonnie Raitt, Dolores O'Riordan, James Brown, The Spice Girls, Mick Jagger, Robin Williams, Jackson Browne, Iggy Pop, Chrissie Hynde, Skin, Annie Lennox, Mark Owen, Natalie Imbruglia, Huey, Fun Lovin' Criminals, Dina Carroll, Gavin Rossdale, B.B. King, Joe Cocker, The Corrs, Steve Craddock, Simon Fowler, Ronan Keating, Ray Barretto, Herbie Hancock, Francis Rossi, Rick Parfitt, S Club 7 en Eric Idle | "It's Only Rock 'n Roll (But I Like It)" | Children's Promise |
| 2001 | Artists Against AIDS Worldwide / All Star Tribute | Britney Spears, Gwen Stefani, Christina Aguilera, Mary J. Blige, Bono, The Backstreet Boys, Destiny's Child, P. Diddy, Fred Durst, Eve, Nelly Furtado, Nona Gaye, Darren Hayes, Ja Rule, Alicia Keys, Aaron Lewis (Staind), Jennifer Lopez, Nas, Nelly, *NSYNC, Michael Stipe, Usher, Wyclef Jean, Lil' Kim (Initiatief van Bono en Jermaine Dupri) | "What's going on"                        | Aids / Nabestaanden en slachtoffers van 9/11 |
| 2004 | Band Aid 20                                       | Zie Band Aid | "Do They Know It's Christmas"            | Honger in Soedan |
| 2008 | -                                                 | Ashanti, Natasha Bedingfield, Beyoncé, Mary J. Blige, Mariah Carey, Ciara, Keyshia Cole, Sheryl Crow, Miley Cyrus, Melissa Etheridge, Fergie, Leona Lewis, Rihanna, LeAnn Rimes en Carrie Underwood | "Just Stand Up"                          | Kanker (Stand Up for Cancer) |
| 2010 | 25 for Haïti                                      | Justin Bieber, Jennifer Hudson, Nicole Scherzinger, Jennifer Nettles, Josh Groban, Tony Bennett, Mary J. Blige, Michael Jackson (alleen bestaand materiaal) , Janet Jackson, Barbra Streisand, Miley Cyrus, Enrique Iglesias, Jamie Foxx, Wyclef Jean, Adam Levine, P!nk, BeBe Winans, Usher, Celine Dion, Orianthi (gitaar), Fergie, Nick Jonas, Toni Braxton, Mary Mary, Isaac Slade, Lil' Wayne, Carlos Santana (gitaar), Akon, T-Pain, LL Cool J, Will.i.am, Snoop Dogg, Busta Rhymes, Swizz Beatz, Iyaz, Kanye West, Patti Austin, Bizzy Bone, Ethan Bortnick, Jeff Bridges, Zac Brown, Brandy, Kristian Bush, Natalie Cole, Harry Connick Jr., Kid Cudi, Faith Evans, Melanie Fiona, Sean Garrett, Tyrese Gibson, Anthony Hamilton, Keri Hilson, Julianne Hough, India.Arie, Randy Jackson, Taj Jackson, Taryll Jackson, TJ Jackson, Al Jardine, Jimmy Jean-Louis, Ralph Johnson, Joe Jonas, Kevin Jonas, Gladys Knight, Benji Madden, Harlow Madden, Joel Madden, Katharine McPhee, Jason Mraz, Mýa, Freda Payne, A. R. Rahman, Nicole Richie, Raphael Saadiq, Trey Songz, Musiq Soulchild, Jordin Sparks, Robin Thicke, Rob Thomas, Vince Vaughn, Verdine White, Ann Wilson, Brian Wilson, Nancy Wilson, Nipsey Hussle en Fonzworth Bentley | "We are the world"                       | Aardbeving in Haïti |
| 2014 | Band Aid 30                                       | Zie Band Aid | "Do They Know It's Christmas"            | Ebola-uitbraak in West-Afrika in 2014 |

### Nederlandse gelegenheidsformaties
| Jaar | Naam formatie                          | Leden | Opgenomen nummer(s)                 | Aanleiding |
| ---- | -------------------------------------- | --- | ----------------------------------- | --- |
| 1973 | Noordzeekoor                           | Peter Holland, Gert en Hermien, Thérèse Steinmetz, André van Duin, Cock van der Palm, Jan Boezeroen en Ria Valk | "Geef ons een kans"                 | Campagne van Radio Noordzee Internationaal voor legale status                                                                                   |
| 1978 | Nederlands Artiestenkoor               | Peter Koelewijn, Saskia & Serge, Albert West, Tol Hansse, André van Duin, Corrie van Gorp, Maggie MacNeal, Lee Towers, Danny Mirror, Willeke Alberti, Vader Abraham, De Smurfen, Ria Valk, Zangeres Zonder Naam, Nico Haak en Conny Vandenbos | "Joost mag 't weten"                | 'Pensioen' Joost den Draaijer |
| 1982 | -                                      | Alexander Curly, Bonnie St. Claire, Dimitri van Toren, Lenny Kuhr, Shirley en Willem Duyn | "Een kind een kind"                 | De actie "Red een kind een kind" van Foster Parents Plan                                                                                        |
| 1984 | -                                      | Anny Schilder, Het Goede Doel en Kinderen Voor Kinderen | "Eeuwige kerst"                     | VARA Speelgoedaktie |
| 1987 | Dutch Artists Sing For Mozambique      | Hans Vermeulen, Linda de Mol, Nancy Boyd, Oscar Harris, André Hazes, Gerard Joling, Anita Meyer, Danny de Munk, Rob de Nijs, René Shuman, Lee Towers, Piet Veerman, Roberto Jacketti & The Scooters, Frank Boeijen Groep, Centerfold, Dolly Dots en Mai Tai | "SOS Mozambique"                    | Hongersnood in Mozambique |
| 1988 | Artiesten Voor Het Ronald McDonaldhuis | André van Duin, René Froger, George Baker, Arne Jansen, Bonnie St. Claire, Corry Konings, Anny Schilder, Peter Koelewijn, De Havenzangers, Go Go 9, The Sunstreams, Jack Jersey, Nico Haak, John Spencer en The Revelettes. | "Gelukkig Kerstfeest (War is over)" | Artiesten voor het Ronald McDonaldhuis |
| 1989 | The All Stars                          | Luv', Sisters, Justian & Mandy, Nando, Desirée, Oscare, Marjon & MC Miker G | "Starmaker"                         | 'Alle kinderen in de Derde Wereld' |
| 1989 | Countdown All Star Band                | onder andere Joss Mennen, Angela Groothuizen, Rene Shuman, Patty Zomer, Esther Oosterbeek, Normaal, Golden Earring, The Nits, Won Ton Ton en Loïs Lane, geproduceerd door Henk Temming en Sander van Herk | "Countdown"                         | 10-jarig bestaan van Countdown |
| 1989 | -                                      | René Froger & Het Goede Doel | "Alles kan een mens gelukkig maken" | Stichting Colombine |
| 1991 | -                                      | Frank Affolter, Sylvia Alberts, Frank Ashton, George Baker Selection, Adèle Bloemendaal, Marco Borsato, Hans Boskamp, Joe Bourne, Paul Bouts, Hans Bouwens, Ted de Braak, Chess, Ben Cramer, Jaap Dekker, Peter Douglas, Lex Goudsmit, Anneke Grönloh, Wim-Jaap Grönloh, Simon Hammelburg, Esther Hammelburg, Alexander Hammelburg, Carry van der Horst, Donald Jones, Caroline Kaart, Ron Klipstein, Lenny Kuhr, Sharon Kuhr, Thijs van Leer, Donna Lynton, Maggie MacNeal, Florith Polak, Milly Scott, Harry Sacksioni, Ronnie Tober, Conny Vink, Daniël Wayenberg, het orkest van Ruud Bos, The Merry Minstrels, The Voice of Unity (kinderkoor) | "Shalom from Holland"               | eerste Golfoorlog |
| 1995 | -                                      | René Froger, Ruth Jacott & Marco Borsato | "You've got a friend"               | Ronald McDonald Kinderfonds |
| 1996 | De Drie Musketiers                     | Sjors Fröhlich, Peter Plaisier en Corné Klijn | "Het moet niet gekker worden"       | Artsen Zonder Grenzen |
| 1997 | BN'ers voor BNN                        | Bart de Graaff, Annemieke Verdoorn, Bert Kuizenga, Danny Rook, Daphne Deckers, Esther Duller, Frans van Deursen, Gijs Staverman, Irene Moors, Jeroen van Inkel, John Jones, Julia Samuel, Leontine Ruiters, Linda, Roos & Jessica, Manuëla Kemp, Mariska Hulscher, Patty Brard, Rick Engelkes, Rob van Hulst, Ruud de Wild, Will Luikinga, Gerard Joling, Gordon, René Froger en Ruth Jacott | "Hij gaat voor C!"                  | C-status voor BNN (Een deel gaat naar het Ronald McDonald Kinderfonds)                                                                          |
| 1998 | BNN & Friends voor War Child           | Bart de Graaff, Herman Brood, Marco Borsato, Ellen ten Damme, Fleurine, Laura Fygi, De Heideroosjes, De Kast, Guus Meeuwis, Nance, Nilsson, De Raggende Manne, Edsilia Rombley, Supertroopers, Jantje Smit, 2 Brothers On The 4th Floor, Hans Vandenburg, Laura Vlasblom en Eddy Zoëy | "Voorgoed"                          | War Child |
| 2001 | One Day Fly                            | Jack Spijkerman, Viggo Waas, Peter Heerschop, Hans Sibbel, Owen Schumacher, Joep van Deudekom, George Baker | "One Day Fly"                       | Parodie en protest op het toen bekende televisieprogramma Starmaker, opbrengst ging naar Unicef.                                                |
| 2003 | BNN & Friends                          | Jim, Do, DI-RECT, Twarres, Dewi, Birgit, Kim-Lian, Loïs Lane, Marieke, Ruud de Wild, Eddy Zoëy, Eric van Tijn en Jochem Fluitsma | "5 jaar (en nog lang niet klaar)"   | Ledenwervingsactie |
| 2004 | Artiesten voor Beslan                  | Mathilde Santing, Huub van der Lubbe, Beatrice van der Poel, Lilian Vieira, Frank Boeijen, Marjolein van der Klauw, Thé Lau, Jack Poels, Spinvis, Daniël Lohues, Bob Fosko, Henk Hofstede, Jac Bico, Pim Kops, Antonie Broek en Tatiana Chevtchouk | "Lied voor Beslan"                  | Slachtoffers en nabestaanden van de gijzeling in Beslan                                                                                         |
| 2005 | Artiesten voor Azië                    | Sharon den Adel, Ali B, George Baker, Jim Bakkum, Karin Bloemen, Marco Borsato, Brainpower, Ch!pz, Alain Clark, Ilse DeLange, Do, DI-RECT, Candy Dulfer, Laura Fygi, Rowwen Hèze, Hind, Ruth Jacott, Antonie Kamerling, Daniël Lohues, Jamai Loman, Maud, Guus Meeuwis, Men2b, Trijntje Oosterhuis, Raffish, Re-Play, Edsilia Rombley, Mathilde Santing, Jan Smit, Julian Thomas, Veldhuis & Kemper, Sita en Marianne Weber | "Als je iets kan doen"              | Tsunami in 2004 |
| 2008 | Ticket for Tibet                       | Anneke van Giersbergen, JW Roy, Bart van der Weide (Racoon), Dennis van Leeuwen, Loten Namling, Bas Kennis, Peter Slager en Jeroen Goossens | "Als je ooit nog eens terug kan"    | Ticket for Tibet, voor onderdrukte Tibetanen en Tibetanen in ballingschap.                                                                      |
| 2011 | Dance4Life United                      | Brainpower, Lasgo, AnnaGrace en Mitch Crown (samengebracht door Barry Paf) | "Dance4Life tonight"                | Dance4Life |
| 2011 | Hollandse Kerst Sterren                | Stef Ekkel, Jacques Herb, Helemaal Hollands, Jannes, Ronnie Ruysdael, Sieneke, Django Wagner, Mooi Wark, Marianne Weber, Henk Wijngaard, Vinzzent | "Onze kracht"                       | Doe Eens Wens Stichting |
| 2013 | -                                      | Willeke Alberti, Ali B, Jim Bakkum, Bollebof, Marco Borsato, Alain Clark, Ben Cramer, Esmée Denters, Do, Sharon Doorson, Frans Duijts, Edwin Evers, Jennifer Ewbank, Fouradi, Danny Froger, René Froger, Jack van Gelder, Niels Geusebroek, Glennis Grace, Wouter Hamel, André Hazes jr., Roxeanne Hazes, Ruben Hein, Chris Hordijk, Ruth Jacott, Laura Jansen, Chantal Janzen, Gerard Joling, Pearl Jozefzoon, Aliyah Kolf, Jeroen van Koningsbrugge, Carel Kraayenhof, Iris Kroes, Lange Frans, Paul de Leeuw, Lisa Lois, Jamai Loman, Guus Meeuwis, Anita Meyer, Lavinia Meijer, Johnny de Mol, Nielson, Rob de Nijs, Trijntje Oosterhuis, Kraantje Pappie, Gers Pardoel, Syb van der Ploeg, Henk Poort, Jaap Reesema, Edsilia Rombley, Rowwen Hèze, Frederique Spigt, Lee Towers, Babette van Veen | "Het Koningslied"                   | Inhuldiging Koning Willem-Alexander |
| 2013 | RTL Boulevard United                   | Najib Amhali, Willeke Alberti, Frans Bauer, Jeroen van der Boom, Xander de Buisonjé, Pia Douwes, Tim Douwsma, Edwin Evers, Danny Froger, René Froger, Winston Gerschtanowitz, Josje van K3, Wolter Kroes, Lieke van Lexmond, Ralf Mackenbach, Danny de Munk, Sandra Reemer, Albert Verlinde | "Koningin van alle mensen"          | Aftreden Koningin Beatrix |
| 2014 | -                                      | Willeke Alberti, Thomas Berge, Do, Natasja Froger, René Froger, Jochem van Gelder, André Hazes jr., Henny Huisman, Ruth Jacott, Frank Lammers, Lange Frans, Leger des Heils, Loïs Lane, Kim-Lian van der Meij, Maike Meijer, Ernst Daniël Smid, Jan Smit, Monique Smit, Kees Tol, Lee Towers, Renate Verbaan | "Samen vieren we kerst"             | Kerst voor de Voedselbank |
| 2016 | O Dennenband                           | 3JS, Ramon Beuk, Jeroen van der Boom, Jan Smit, The Kik | "Kerst Overal"                      | Opbrengst 3FM Serious Request 2016 |
| 2021 | The Streamers                          | Guus Meeuwis, Kraantje Pappie, Paul de Leeuw, Thomas Acda, Davina Michelle, Diggy Dex, Guus Meeuwis, Maan, Nick Schilder, Paul de Munnik, Rolf Sanchez, Suzan & Freek, Simon Keizer, Snelle, Typhoon, Danny Vera, Bilal Wahib, Sanne Hans, Armin van Buuren, Duncan Laurence, Ronnie Flex, André Hazes jr., Emma Heesters, Flemming, MEAU, Frank Lammers, Paul de Leeuw, Roel van Velzen, Jacqueline Govaert, Zoë Tauran, Claude | -                                   | Mensen vermaken met gratis livestream-concerten tijdens de lockdowns als gevolg van de coronacrisis. Daarna gaven ze ook concerten met publiek. |

### Vlaamse gelegenheidsformaties
| Jaar | Naam formatie                | Leden | Opgenomen nummer(s)      | Aanleiding                                    |
| ---- | ---------------------------- | --- | ------------------------ | --------------------------------------------- |
| 1990 | Artiesten Tegen Kanker       | Bea Van Der Maat, Bobby Ranger, Clouseau, Conny Fabry, Eddy Wally, Erik Van Neygen, Frank Dingenen, Helmut Lotti, Jimmy Frey, John Terra, Johnny White, Koen Crucke, Liliane Saint-Pierre, Luc Steeno, Micha Marah, Pascal Laurent, Paul Severs, Petra, Salim Seghers, Sandra Kim, Tony Servi, Will Tura, Willy Sommers en Yvan Brunetti                                                                                                   | "Samen leven"            | Levenslijn                                    |
| -    | Artiesten Met Een Hart       | Verschillende samenstellingen | Verschillende singles    | Levenslijn                                    |
| 1999 | Artists For Kosovo           | Helmut Lotti, Paul Michiels, Sandra Kim, Barbara Dex, Elisabeth Eriksson, Karel Deruwe, Kris Wauters, Mark Vanhie, Pascal Leenders, Tom Van Landuyt en Yasmine | "Song for Kosovo"        | Oorlog in Kosovo                              |
| 2002 | -                            | Raymond van het Groenewoud, Bart Peeters, Belle Pérez, Clouseau, Danaë, Frank Vander Linden, Rocco Granata, Ronny Mosuse, Salvatore Adamo, Sarah, Sergio, Stijn Meuris en Will Tura | "Vlaanderen boven 2002"  | 700 jaar Guldensporenslag (Vlaanderen feest!) |
| 2005 | Artiesten Voor Tsunami 12-12 | Axl Peleman, Barbara Dex, Bart Peeters, Belle Pérez, Ben Crabbé, Bob Savenberg, Born, Clouseau, Eva De Roovere, Gene Thomas, Günther Neefs, Helmut Lotti, Ingeborg, Jan Leyers, Jelle Cleymans, Joeri Fransen, Joost Zweegers, Laura D, Natalia, Paul Michiels, Peter Evrard, Peter Vanlaet, Raf Van Brussel, Ronny Mosuse, Sabien Tiels, Sandrine, Sarah, Sonny O'Brien, Will Tura, Willy Sommers, Wim Soutaer, Wouter, Xandee en Yasmine | "Geef een teken"         | Tsunami in 2004                               |
| 2012 | Vrienden van Meneer Konijn   | Sharon Den Adel, Sven Ornelis, Kurt Rogiers, Wine Lauwers, Wim Oosterlinck, Anke Buckinx, Showbizz Bart, Vlaams minister Ingrid Lieten, Koen en Kris Wauters, Paul de Leeuw, Tom Boonen, Nathalie Meskens, Geert Hoste, Kim Gevaert, Herman Brusselmans, Thibaut Courtois en Stef Wauters | "Het meneer Konijn-lied" | Meneer Konijn                                 |
| 2014 | Radio 2 kerstsingle          | Isabelle A, Lisa del Bo, Jean Bosco Safari, Christoff, Anja Daems, Barbara Dex, Bart Kaëll, Britt van Marsenille, Silke Mastbooms, Caren Meynen, Günther Neefs, Bart Peeters, Belle Pérez, Sven Pichal, Jasper Publie, Liliane Saint-Pierre, Free Souffriau, Gene Thomas, Udo, Cathérine Vandoorne, Christel Van Dyck, Iris Van Hoof, Kristel Verbeke, Peter Verhulst en Miguel Wiels                                                      | "Mag ik dan bij jou"     | Music For Life                                |

## Niet opgericht voor een benefiet of andere speciale gebeurtenis

### Internationale gelegenheidsformaties
| Jaar       | Naam formatie      | Leden                                                          | Opgenomen nummer(s)                                              |
| ---------- | ------------------ | -------------------------------------------------------------- | ---------------------------------------------------------------- |
| 1981       | Headgirl           | Motörhead en Girlschool                                        | De ep "St. Valentine's Day massacre"                             |
| 1994       | (geen)             | Sting, Rod Stewart en Bryan Adams                              | "All for love"                                                   |
| 1988, 1990 | Traveling Wilburys | Bob Dylan, George Harrison, Jeff Lynne, Roy Orbison, Tom Petty | Albums: "Traveling Wilburys Vol. 1", "Traveling Wilburys Vol. 3" |

### Nederlandse gelegenheidsformaties
| Jaar    | Naam formatie | Leden                                                                      | Opgenomen nummer(s)                                                              |
| ------- | ------------- | -------------------------------------------------------------------------- | -------------------------------------------------------------------------------- |
| 1968/69 | De Praatpalen | Joost den Draaijer, Peter Koelewijn en Fred Haayen                         | "Ome Sjakie" (1968), "Maar dan kom ik" (1969)                                    |
| 1969    | Los Piratos   | Lex Harding, Rob Out en Jan van Veen                                       | "Wij zijn piraten" (een cover van "Na na na hey hey kiss him goodbye" van Steam) |
| 1970    | De Binkies    | Ad Bouman, Hans Mondt, Tom Collins, Gerard de Vries en Klaas Vaak          | "Met carnaval"                                                                   |
| 1970    | The Freddies  | Joost den Draaijer, Freddy Haayen en Peter Koelewijn                       | "Comedy is over now"                                                             |
| 1974    | Us            | onder andere Ron Brandsteder en Patricia Paay                              | "Music In The Air"                                                               |
| 1975    | (geen)        | Bonnie, Ronnie, Ciska, Nico, Willeke, Harmen, Ome Jan                      | "Een heel gelukkig kerstfeest"                                                   |
| 1980    | (geen)        | Alexander Curly, Bonnie St. Claire, Corry, Nico Haak, Sandy en Willem Duyn | "Het grote sprookjeslied"                                                        |